# Adipokin
Adipokiny (adipocytokiny) jsou proteiny (bílkoviny), které jsou tvořeny tukovými buňkami (adipocyty). Tyto látky jsou vyplavovány do krevního oběhu a ovlivňují početné funkce organismu – příjem potravy, výdej energie, rozvoj zánětu, reakce imunitního systému, rozvoj patologických komplikací v oblasti kardiovaskulárního systému (ateroskleróza, infarkt myokardu) nebo funkci pohlavního systému.

## Historie
Tukové buňky byly dlouho považovány za metabolicky neaktivní, sloužící pouze jako rezervoár přebytečně přijaté energie. V roce 1994 byly objeveny první látky (TNFα a leptin), které jsou adipocyty produkovány. V současné době je známo několik desítek proteinů, které můžeme mezi adipokiny řadit.

## Zástupci
- adiponektin
- AFABP
- interleukin
- leptin
- omentin
- perilipin
- rezistin
- visfatin

## Současnost a potenciál
V současné době probíhají intenzivní studie, které zkoumají adipokiny a jejich vliv na organismus. Poznání funkcí a jejich ovlivnění by mohlo do budoucna přinést efektivní léčbu obezity a stavů s ní spojených.